# HAT-P-24
HAT-P-24 és una estrella nana F8 a uns 400 parsecs de distància. El 2010 es va descobrir un planeta amb el mètode de trànsit projecte HATNet. HAT-P-24b, és un típic Júpiter ardent que l'orbita en només 3 dies.

## Sistema planetari
El 2010, el projecte HATNet va anunciar el descobriment d'un planeta extrasolar gegant de gas tipus Júpiter calent gas de tipus planeta extrasolar gegant dins òrbita al voltant d'aquesta estrella. Seguint l'esquema de designació utilitzat pel projecte HATNet, l'estrella es designa com HAT-P-24, i el planeta HAT-P-24b.
| Companya (per ordre des de l'estrella) | Massa                 | Semieix major (ua)       | Període orbital (dies) | Excentricitat | Inclinació | Radi             |
| -------------------------------------- | --------------------- | ------------------------ | ---------------------- | ------------- | ---------- | ---------------- |
| b                                      | 0,723+0,031 −0,030 MJ | 0,04651+0,00055 −0,00056 | 3,3552479±0,0000062    | <0,038        | —°         | 1.364 ± 0.068 RJ |